# Jardim Zoológico de Edimburgo
O Jardim Zoológico de Edimburgo, formalmente Parque Zoológico Nacional Escocês, é um jardim zoológico sem fins lucrativos de 82 acres (33 hectares) em Edimburgo, a capital da Escócia. A declaração de missão do Jardim Zoológico de Edimburgo é "estimular e inspirar os nossos visitantes com as maravilhas dos animais vivos e, assim, promover a conservação de espécies ameaçadas e habitats".
O terreno situa-se na Corstorphine Hill, a partir do qual fornece amplas vistas sobre a cidade. Construído em 1913, e de propriedade da Real Sociedade Zoológica da Escócia (Royal Zoological Society of Scotland), que recebe mais de 600.000 visitantes por ano, o que o torna a segunda atração turística paga mais popular da Escócia, após o Castelo de Edimburgo. Bem como atender aos turistas e moradores, o zoológico está envolvido em muitas atividades científicas, tais como a reprodução em cativeiro de animais ameaçados de extinção, pesquisa sobre o comportamento animal, e participação ativa em vários programas de conservação ao redor do mundo.
O Jardim Zoológico de Edimburgo foi o primeiro zoológico do mundo a abrigar e reproduzir pinguins. É também o único zoológico na Grã-Bretanha que abriga coalas e pandas gigantes. É membro da Associação Britânica e Irlandesa de Zoológicos e Aquários (BIAZA), a Associação Europeia de Zoológicos e Aquários (EAZA), a Associação Mundial de Zoológicos e Aquários (EAZA), e da Associação Escocesa de Atrações Turísticas. Também foi concedido quatro estrelas pelo Conselho de Turismo da Escócia. O jardim zoológico possuem uma das mais diversas coleções de árvores em Lothians. 

## História

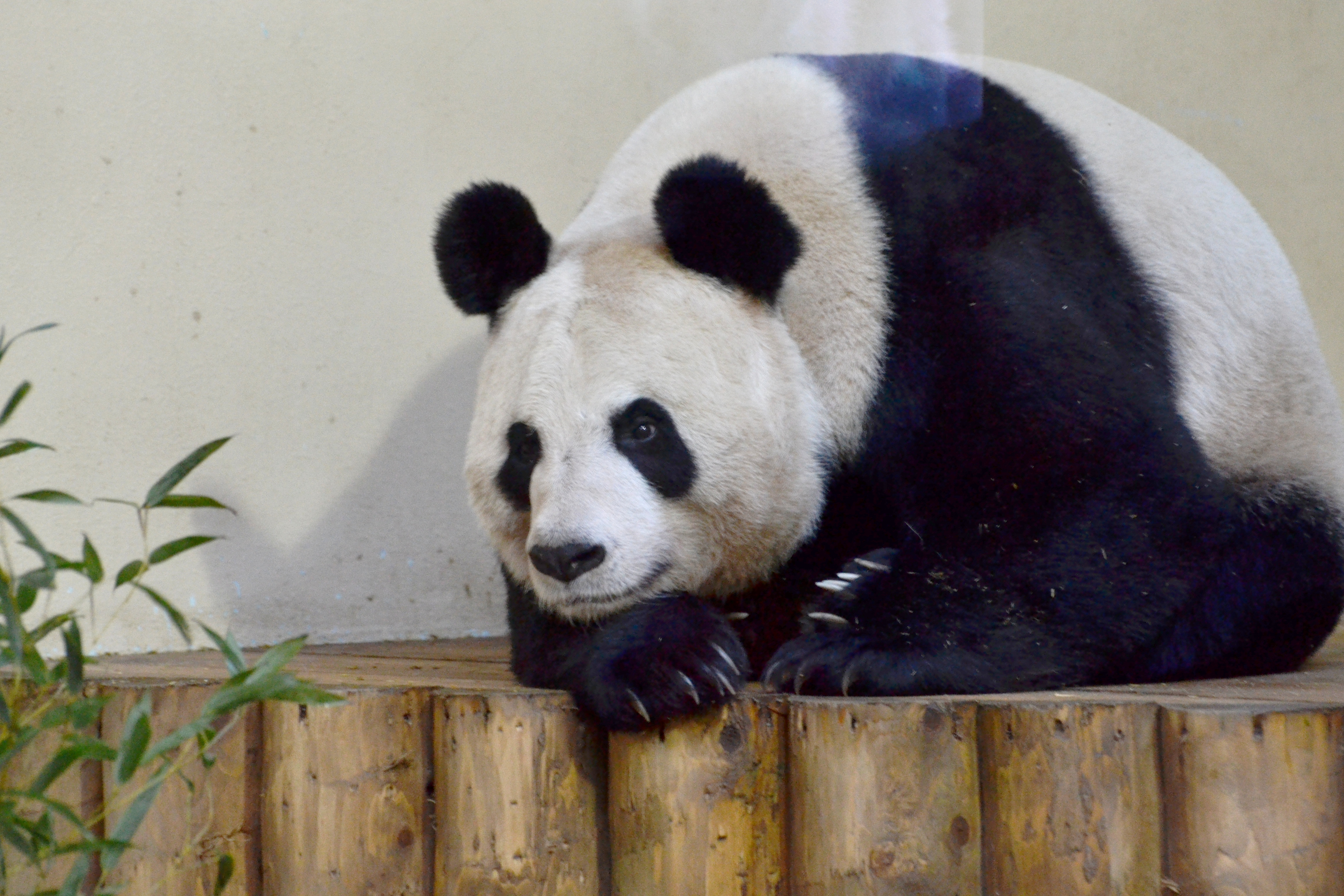
Tian Tian, a panda gigante fêmea, que veio para o jardim zoológico com seu companheiro no final de 2011.

A Real Sociedade Zoológica da Escócia (Royal Zoological Society of Scotland; RZSS) foi fundada como uma instituição de caridade em 1909 por um advogado de Edimburgo, Thomas Haining Gillespie. O local da Corstorphine Hill foi comprado pela Sociedade com a ajuda da Câmara Municipal de Edimburgo no início de 1913. A visão de Gillespie sobre como um Parque Zoológico deve ser foi modelada após o 'projeto aberto' da Tierpark Hagenbeck, em Hamburgo, um zoológico que promoveu um ambiente mais espaçoso e natural para os animais, e pôs-se em contraste com as gaiolas de aço típicas dos alojamentos de animais construídas durante a era vitoriana. O Parque Zoológico Nacional Escocês foi aberto ao público em 1913 e foi incorporado pela Carta Régia final daquele ano. Em 1948, após uma visita de Sua Majestade o Rei Jorge VI, a Sociedade foi concedida o privilégio de acrescentar o prefixo 'Real' ("Royal") ao seu nome. Ele continua a ser o único jardim zoológico com uma Carta Régia, no Reino Unido.